# Мархольм, Лаура
Лаура Катарина Мархольм, настоящее имя Лаура Мор (нем. Laura Katharina Marholm; 19 апреля 1854, Рига — 6 октября 1928, Юрмала) — немецкоязычная писательница из Латвии, жена шведского писателя Олы Гансона.

## Биография и творчество
Лаура Мор (Laura Mohr), впоследствии известная как Лаура Мархольм, родилась в 1854 году в Риге. Её отец был датчанином, мать — немкой. Лаура была единственным ребёнком в семье и получила хорошее образование.
В 1882 году в Берлине была поставлена её пьеса «Frau Marianne». Позднее Лаура заинтересовалась скандинавской литературой и опубликовала эссе о Генрике Ибсене. В 1884 году она познакомилась с Георгом Брандесом и провела 1885 и 1886 год в Копенгагене, где Брандес стал её учителем и наставником.
В 1888 году Лаура Мархольм написала рецензию на сборник рассказов «Sensitiva amorosa» шведского писателя Олы Гансона. В том же году Лаура встретилась с Гансоном в доме Брандеса, а в 1889 году они стали мужем и женой. После замужества Лаура приняла шведское гражданство.
Постепенно Лаура Мархольм стала заниматься переводами и популяризацией скандинавской литературы в Германии. В числе прочего она переводила на немецкий язык произведения своего мужа. Вместе с тем она занималась собственным литературным творчеством и в 1890-х годах опубликовала несколько сборников рассказов и романов. Её дебютный роман, «Das Buch der Frauen» (1895), пользовался популярностью; имел успех и второй её роман, «Wir Frauen und unsere Dichter», опубликованный в том же году. На рубеже веков Лаура Мархольм была даже более известна, чем, например, Эллен Кей, однако впоследствии её творчество было практически забыто.
В 1900-х годах Лаура вместе с мужем и маленьким сыном много ездили и жили в разных странах: Германии, Франции, Швеции. В конце концов поселились в Турции, близ Стамбула. Ола Гансон умер в Турции в 1925 году; Лаура Мархольм умерла в 1928 году в Латвии, в Юрмале.